# Encephalartos princeps
Encephalartos princeps  (лат.) — вечнозелёное древовидное растение рода Энцефаляртос (Encephalartos).
Ствол 4 м высотой 30-40 см диаметром. Листья 100-130 см в длину, синие или серебряные, тусклые; хребет синий, прямой с последней третью резко загнутый; черенок прямой, без колючек. Листовые фрагменты ланцетные; средние - длиной 15 см, шириной 15 мм. Пыльцевые шишки 1-3, яйцевидные, зелёные, длиной 20-25 см, 8-10 см диаметром. Семенные шишки 1-3, яйцевидные, зелёные, длиной 30-40 см, 20-25 см диаметром. Повисшие. Семена продолговатые, длиной 35-40 мм, шириной 15-20 мм, саркотеста красная.
Эндемик ЮАР (Восточно-Капская провинция). Встречается на высотах от 200 до 800 м над уровнем моря. Произрастает в основном на долеритовых скалах и каменистых обнажениях вдоль речных долин. Растения растут в засушливых районах в растительности, характеризующейся толщей низких сочных кустарников и трав.
Этот вид находится под угрозой из-за незаконного сбора растений в дикой природе, и разрушения среды обитания в результате расширения сельскохозяйственных работ. В некоторых популяциях, чужие растения (Lantana camara) вторгаются в среду обитания.